# Paravaejovis eusthenura
Espèce
Synonymes
- Buthus eusthenura Wood, 1863
- Vaejovis eusthenura (Wood, 1863)
- Hoffmannius eusthenura (Wood, 1863)

Paravaejovis eusthenura est une espèce de scorpions de la famille des Vaejovidae.

## Distribution
Cette espèce est endémique de Basse-Californie du Sud au Mexique.

## Description
Paravaejovis eusthenura mesure jusqu'à 55 mm.

## Systématique et taxinomie
Cette espèce a été décrite sous le protonyme Buthus eusthenura par Wood en 1863. Elle est placée dans le genre Vaejovis par Kraepelin en 1894, dans le genre Hoffmannius par Soleglad et Fet en 2008 puis dans le genre Paravaejovis par González Santillán et Prendini en 2013.

## Publication originale
- Wood, 1863 : « Descriptions of new species of North American Pedipalpi. » Proceedings of the Academy of Natural Sciences of Philadelphia, vol. 15, p. 107-112 (texte intégral).